# Merviller
Merviller är en kommun i departementet Meurthe-et-Moselle i regionen Grand Est (tidigare regionen Lorraine) i nordöstra Frankrike. Kommunen ligger i kantonen Baccarat som tillhör arrondissementet Lunéville. År 2022 hade Merviller 328 invånare.

## Befolkningsutveckling
Antalet invånare i kommunen Merviller
| Referens: INSEE |